# Сагайдачний Павло Порфирович
Павло Порфирович Сагайдачний (4 серпня 1922, село Княжичі, нині Сумська область — 13 травня 2009) — командир відділення розвідки 314-го артилерійського полку 149-ї Новгород-Волинської Червонопрапорної стрілецької дивізії 3-ї гвардійської армії 1-го Українського фронту. Генерал-майор. Герой Радянського Союзу.

## Біографія
Народився 4 серпня 1922 року в селі Княжичі нині Ямпільського району Сумської області в родині селянина. Українець. Член ВКП(б)/КПРС з 1944 року. 
У 1938 році закінчив 7 класів. Потім переїхав в місто Орджонікідзе (нині - Єнакієве) Української РСР, де працював на цегельному заводі слюсарем. У 1941 році повернувся у рідне село.
У Червоній Армії з 1941 року. Учасник Німецько-радянської війни з серпня 1941 року. Воював на Західному, Центральному, Білоруському та 1-му Українському фронтах. Був дев'ять разів поранений і тричі контужений. Командир відділення розвідки 314-го артилерійського полку старший сержант Павло Сагайдачний під вогнем противника з 4 по 12 серпня 1944 року вплав і на підручних засобах 8 разів переправлявся через річку Вісла в районі населеного пункту ДембноПосилання потрібно виправити, тому що це місто Дембно розташоване не на Віслі, а на кілька сотень кілометрів на захід, доставляючи командуванню важливі розвіддані.
Указом Президії Верховної Ради СРСР від 21 лютого 1945 року за мужність і відвагу, проявлені при форсуванні Вісли, старшому сержанту Сагайдачному Павлу Порфировичу було присвоєно звання Героя Радянського Союзу з врученням ордена Леніна і медалі «Золота Зірка».
Після війни продовжував службу в лавах Збройних Сил СРСР. У 1945 році закінчив Харківське танкове училище. Служив у Німеччині, у Львові, у західно-українських гарнізонах. З 1954 року капітан П. П. Сагайдачний — в запасі. Повернувся на батьківщину. 
Жив у місті Суми. 

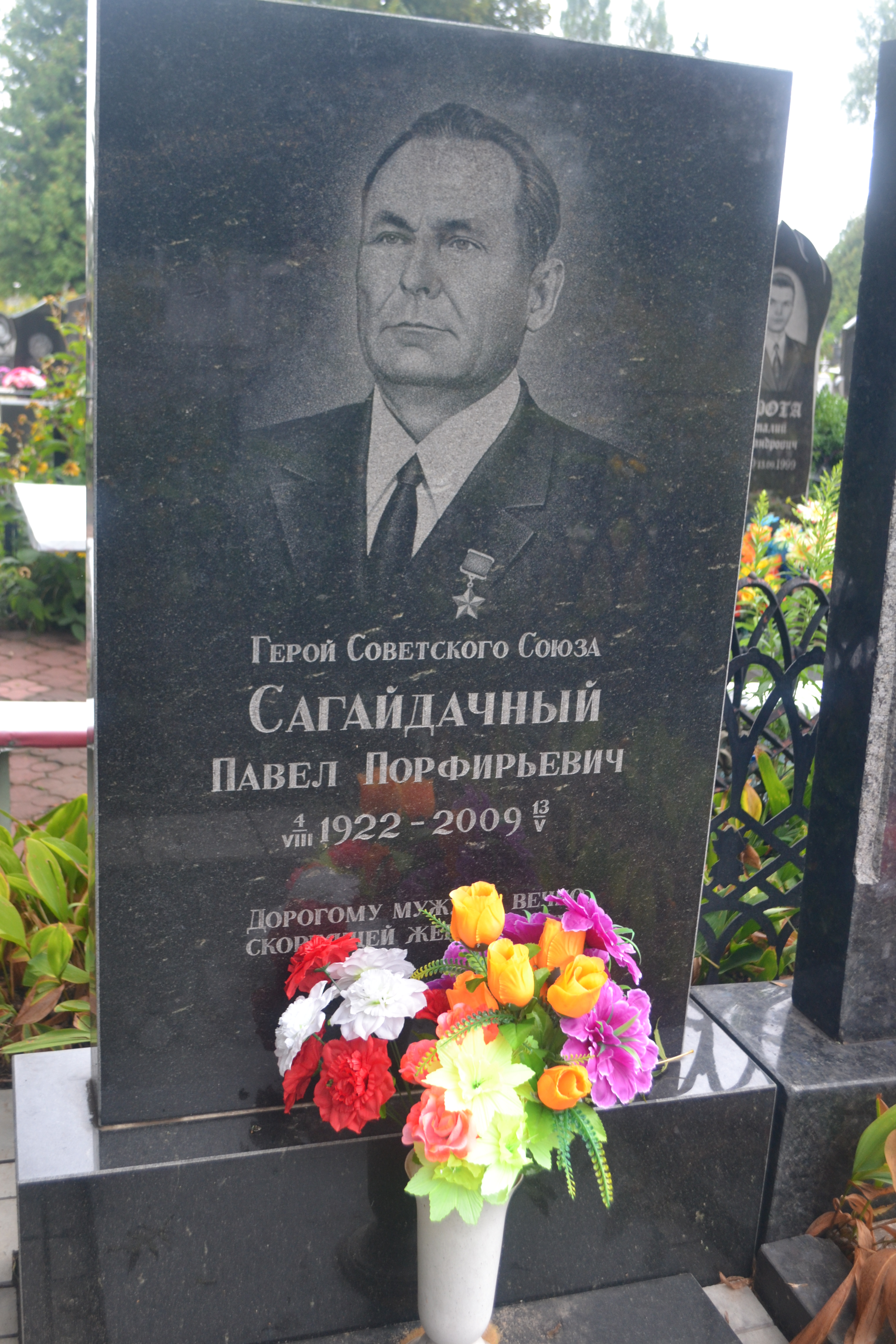
Могила Павла Сагайдачного.

Помер 13 травня 2009 року. Похований на Засумському кладовищі в Сумах.
Генерал-майор. Нагороджений орденами Леніна, Вітчизняної війни 1-го ступеня, Червоної Зірки, медалями.

## Пам'ять
Почесний громадянин селища міського типу Ямпіль. У місті Суми, на початку вулиці імені Героїв Сталінграду, створена алея Слави, де представлені портрети 39 Героїв Радянського Союзу, чия доля пов'язана з містом Суми та Сумським районом, серед яких і портрет Героя Радянського Союзу П. П. Сагайдачного.